# Hübitz

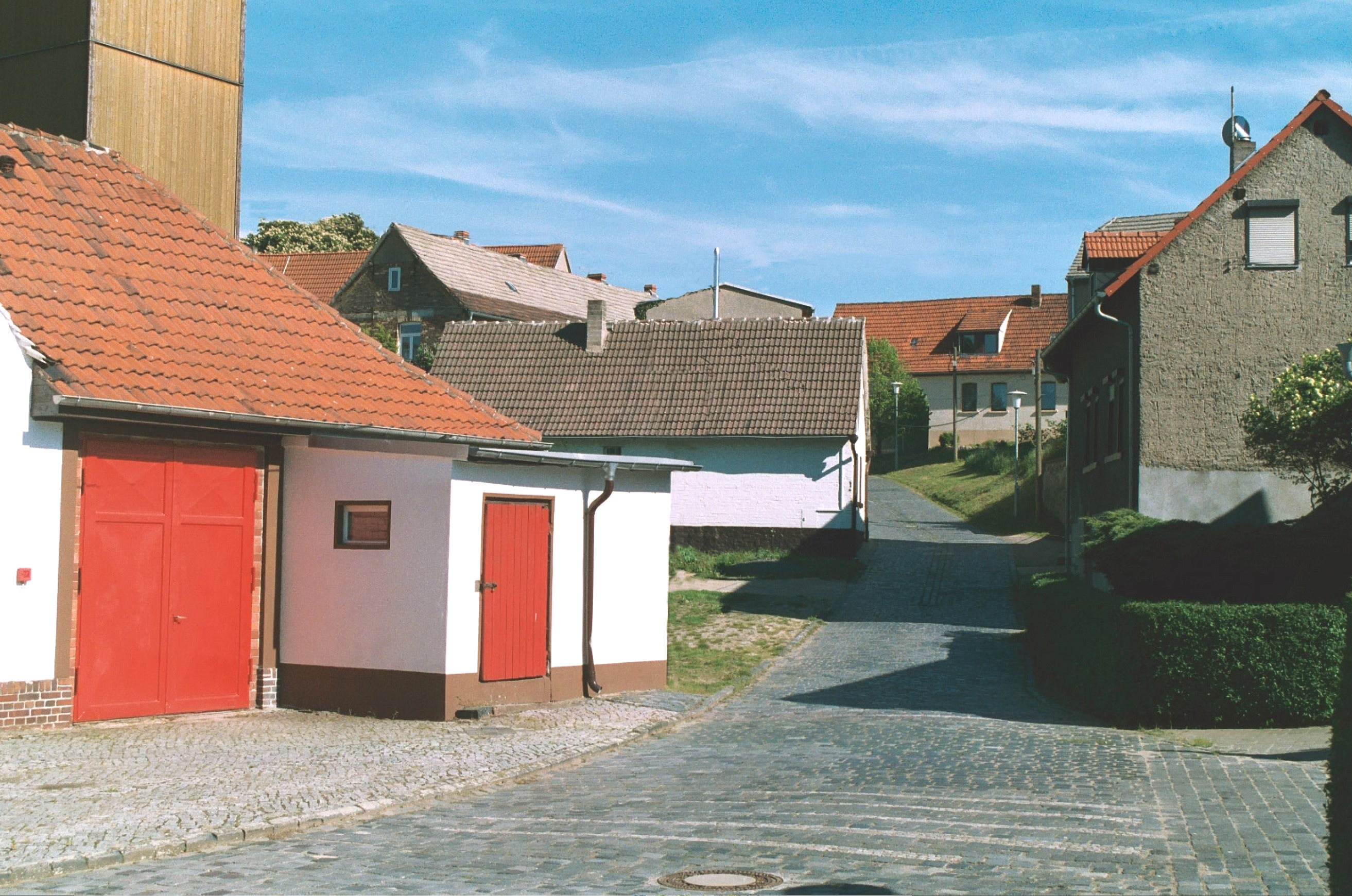
Die Schulstraße

Hübitz ist ein Ortsteil der Stadt Gerbstedt im Landkreis Mansfeld-Südharz in Sachsen-Anhalt. 

## Geografie
Der Ort liegt etwa acht Kilometer nördlich von Lutherstadt Eisleben und sechs Kilometer südlich von Hettstedt auf beiden Hängen einer Feldmulde in der Landschaft Mansfelder Platte. Im Dorfteich in der Ortsmitte beginnt der Bach Grift. Dieser verläuft dann aber unterirdisch durch die Kanalisation und tritt erst im Osten des Dorfes an der Kreuzung Breite Straße und Griftweg zutage. Ab hier fließt er weiter durch einen sich bis nach Augsdorf im Osten hinziehenden, einige Meter tiefen Einschnitt, in dem früher viele Obstgärten existierten. Ursprünglich gab es noch mit dem sog. Apfelborn einen Oberlauf des Grifts, der von weiter westlich aus der Richtung des Gewerbegebiets Apfelborn zufloss. Dessen Graben führt für gewöhnlich aber kein Wasser mehr. In der südlichen Hübitzer Gemarkung steht die große Kupferschieferhalde des ehem. Ernst-Thälmann-Schachtes, die als Landmarke schon aus größerer Entfernung zu sehen ist.
Hübitz, zusammen mit Siersleben, Thondorf und Augsdorf werden auch als die Griftdörfer, bzw. als Dörfer am Griftbach bezeichnet. Wahrzeichen des Dorfes ist die 887 geweihte und zuletzt teilsanierte Kirche St. Matthias mit einer restaurierten Turmuhr.

## Geschichte
Wie Siersleben war Hübitz früher ein Rundling, der sich vermutlich um den Dorfteich erstreckte.
Alten Aufzeichnungen nach gab es in der Vergangenheit auch einmal zwei Hübitze.
Am 1. Januar 2010 schlossen sich die Gemeinden Hübitz, Augsdorf, Friedeburgerhütte, Ihlewitz, Rottelsdorf, Siersleben, Welfesholz und Zabenstedt mit der Stadt Gerbstedt zur neuen Stadt Gerbstedt zusammen. Die Verwaltungsgemeinschaft Gerbstedt, zu der Hübitz gehörte, wurde aufgelöst.
Nach der Eingemeindung nach Gerbstedt kam es zur Umbenennung einiger Straßen. Ziel der Umbenennung war die Abschaffung doppelter Straßennamen in verschiedenen Ortschaften der neuen Stadt Gerbstedt. Auch alte, teils noch aus der Vorwendezeit stammende Namen wie die Straße der DSF (Deutsch-Sowjetische Freundschaft) wurden dabei durch neuere ersetzt.

## Verkehr
Zur Bundesstraße 180 die Eisleben und Hettstedt verbindet, sind es in westlicher Richtung ca. 1 km.
Der nächstgelegene Bahnhof befindet sich in Hettstedt.
Die nächste Autobahnabfahrt befindet sich an der A 14 bei Plötzkau.

## Bildung
Die nahegelegene Grundschule in Siersleben ist wiederkehrend auf Grund einer nur knapp erreichnten, vom Land vorgegebenen Minimalschülerzahl von einer Schließung bedroht. Eine Gesamtschule befindet sich in Benndorf, das nächste Gymnasium befindet sich in Hettstedt. 